# Бовенець
Бовене́ць, Медведівка — річка в Україні, в межах Хмельницького району Хмельницької області. Ліва притока Збруча (басейн Дністра).

## Опис
Довжина 42 км. Площа водозбірного басейну 286 км². Повне падіння рівня русла становить 49 м, що відповідає середньому похилу — 1,17 м/км. Долина трапецієподібна, завширшки 0,3—0,5 км. Заплава здебільшого заболочена, завширшки 30—80 м. Річище слабкозвивисте, завширшки до 9—14 м, завглибшки 1—1,8 м, дно від болотистого до кам'янистого. Споруджено ставки. Використовується на потреби господарства.

## Розташування
Бере початок на східній околиці села Медведівка. Тече переважно на захід (частково — на північний захід). Впадає у річку Збруч, з лівого берега, навпроти північно-східної околиці села Оріховець (Підволочиський район).

## Притоки
Річка має близько 65 приток, загальною довжиною 169 км і площу басейну 286 км². Густота річкової сітки — 0,71 км/км².

## Населені пункти
Над річкою розташовані такі населенні пункти (від витоку до гирла): села — Медведівка, Качуринці, Бронівка, Сарнів, Куровечка, Завалійки, Федірки, Миронівка, Поляни.